# Callyspongia joubini
Callyspongia joubini är en svampdjursart som först beskrevs av Topsent 1897.  Callyspongia joubini ingår i släktet Callyspongia och familjen Callyspongiidae. Inga underarter finns listade i Catalogue of Life.